# Miklós Németh (lekkoatleta)
Miklós Németh (ur. 23 października 1946 w Budapeszcie) – węgierski lekkoatleta, który specjalizował się w rzucie oszczepem. 
Miklós Németh to syn węgierskiego młociarza, mistrz olimpijskiego Imre Németha oraz mąż oszczepniczki, mistrzyni olimpijskiej Angéli Németh. Rekordzista świata i Europy, wielokrotny reprezentant Węgier na imprezach międzynarodowych oraz medalista mistrzostw kraju.

## Kariera
Cztery razy startował w igrzyskach olimpijskich: Meksyk 1968, Monachium 1972, Montreal 1976 i Moskwa 1980. Podczas swojego trzeciego olimpijskiego startu – w Montrealu – wywalczył złoty medal ustanawiając jednocześnie wynikiem 94,58 nowy rekord świata. Czterokrotnie uczestniczył w mistrzostwach Europy. W Budapeszt 1966, Helsinki 1971, Rzym 1974 oraz Praga 1978. W 1970 wywalczył złoty medal uniwersjady w Turynie ustanawiając nowy rekord zawodów. Cztery razy bił rekord Węgier w rzucie oszczepem. Został wybrany jako najlepszy sportowiec Węgier za rok 1976. Rekord życiowy: 94,58 (26 lipca 1976, Montreal).
Od 1981 do 1984 pracował jako trener kadry narodowej Włoch. Obecnie jest właścicielem wytwórni produkującej oszczepy.

## Osiągnięcia
| Rok  | Impreza                              | Miejsce    | Lokata            | Wynik        |
| ---- | ------------------------------------ | ---------- | ----------------- | ------------ |
| 1964 | Europejskie igrzyska juniorów        | Warszawa   | 8. miejsce        | 57,21        |
| 1965 | Uniwersjada                          | Budapeszt  | 8. miejsce        | 73,20        |
| 1966 | Mistrzostwa Europy                   | Budapeszt  | 5. miejsce        | 79,82        |
| 1967 | Półfinał pucharu Europy              | Duisburg   | 1. miejsce        | 83,68        |
| 1968 | Igrzyska olimpijskie                 | Meksyk     | el. - 17. miejsce | 75,50        |
| 1970 | Mecz Polska - Czechosłowacja - Węgry | Warszawa   | 1. miejsce        | 82,92        |
| 1970 | Uniwersjada                          | Turyn      | 1. miejsce        | 81,94 NUR    |
| 1971 | Mecz Czechosłowacja - Węgry - Polska | Bratysława | 1. miejsce        | 84,92        |
| 1971 | Mistrzostwa Europy                   | Helsinki   | 9. miejsce        | 76,82        |
| 1972 | Igrzyska olimpijskie                 | Monachium  | 7. miejsce        | 81,98        |
| 1973 | Uniwersjada                          | Moskwa     | 4. miejsce        | 78,10        |
| 1974 | Mistrzostwa Europy                   | Rzym       | 7. miejsce        | 81,06        |
| 1976 | Igrzyska olimpijskie                 | Montreal   | 1. miejsce        | 94,58 WR, OR |
| 1977 | Półfinał pucharu Europy              | Ateny      | 1. miejsce        | 86,16        |
| 1977 | Finał B pucharu Europy               | Göteborg   | 1. miejsce        | 88,20        |
| 1977 | Puchar świata                        | Düsseldorf | 3. miejsce        | 80,82        |
| 1978 | Mistrzostwa Europy                   | Praga      | 7. miejsce        | 83,58        |
| 1980 | Igrzyska olimpijskie                 | Moskwa     | 8. miejsce        | 82,40        |
| 1981 | Półfinał pucharu Europy              | Warszawa   | 1. miejsce        | 81,60        |

## Progresja wyników
| Rok  | Rezultat | Miejsce          | Data           |
| ---- | -------- | ---------------- | -------------- |
| 1965 | 78,11    | Budapeszt        | 19 czerwca     |
| 1966 | 80,10    | Budapeszt        | 5 października |
| 1967 | 87,20    | Poznań           | 25 czerwca     |
| 1968 | 81,58    | Helsinki         | 6 czerwca      |
| 1969 | 76,54    | Budapeszt        | 29 czerwca     |
| 1970 | 85,90    | Budapeszt        | 13 czerwca     |
| 1971 | 85,54    | Budapeszt        | 11 czerwca     |
| 1972 | 87,14    | Budapeszt        | 8 lipca        |
| 1973 | 83,58    | Budapeszt        | 19 maja        |
| 1974 | 87,44    | Budapeszt        | 21 września    |
| 1975 | 91,38    | Budapeszt        | 25 czerwca     |
| 1976 | 94,58    | Montreal         | 26 lipca       |
| 1977 | 94,10    | Sztokholm        | 4 lipca        |
| 1978 | 87,40    | Budapeszt        | 2 października |
| 1979 | 88,18    | Bańska Bystrzyca | 23 czerwca     |
| 1980 | 88,08    | Laitila          | 12 czerwca     |
| 1981 | 87,00    | Wellington       | 28 stycznia    |
| 1982 | 85,66    | Londyn           | 9 czerwca      |
| 1983 | 80,54    | Budapeszt        | 3 lipca        |